# جورج مولر (عالم)
جورج مولر (بالألمانية: Georg Müller)‏ (و. 1917 – 2004 م) هو أستاذ جامعي، وعالم زراعة، من ألمانيا، توفي في لايبزيغ، عن عمر يناهز 87 عاماً.

## مناصب وهيئات
أدار جامعة لايبتزغ، وجامعة هاله.

## جوائز
حصل على جوائز منها:
- الجائزة الوطنية لجمهورية ألمانيا الديمقراطية.